# Gallotia
Gallotia is een geslacht van hagedissen uit de familie echte hagedissen (Lacertidae).

## Naam en indeling
De wetenschappelijke naam van de groep werd voor het eerst voorgesteld door George Albert Boulenger in 1916. De soorten behoorden lange tijd tot het geslacht Lacerta, waardoor de oude namen nog vaak opduiken. De soort Gallotia bravoana staat ook wel bekend als Gallotia gomerana maar deze naam is onjuist.
Er zijn acht soorten, inclusief de pas in 2011 beschreven soort Gallotia auaritae.

## Kenmerken en levenswijze
Alle soorten zijn erg grof gebouwd, hebben een grote kop en een gedrongen lichaam. Bij veel soorten hebben de mannetjes blauwe afstekende vlekken op de flanken in de paartijd.
In tegenstelling tot de meeste soorten die behoren tot de echte hagedissen bestaat het menu naast kleine diertjes voor een belangrijk deel uit plantendelen als fruit en bloemen, vooral bij de oudere dieren.

## Verspreiding en habitat
Alle soorten komen endemisch voor op de Canarische Eilanden voor de zuidkust van Marokko. De hagedissen komen voor op de eilanden Ferro, Fuerteventura, Gran Canaria, La Gomera, La Graciosa, La Palma, Lanzarote, Lobos, Madeira, Montaña Clara, Roque del Este, Roque Fuera de Anaga, Tenerife en Teno.
Alle soorten leven in relatief droge, stenige gebieden met rotsen of kliffen en veel vegetatie. Ze zijn in sommige streken een ware toeristische attractie door het levendige gedrag en het feit dat ze worden kunnen worden gelokt met fruit.

## Beschermingsstatus
Door de internationale natuurbeschermingsorganisatie IUCN is aan alle soorten een beschermingsstatus toegewezen. Vier soorten worden beschouwd als 'veilig' (Least Concern of LC), maar de vier andere soorten worden gezien als 'ernstig bedreigd' (Critically Endangered of CR). Veel soorten hebben een bijzonder klein verspreidingsgebied en zijn daardoor kwetsbaar. De hierroreuzenhagedis (Gallotia simonyi) bijvoorbeeld kwam vroeger ook voor op het eiland Roque Chico de Zalmor, maar is hier uitgestorven.

## Soorten
Het geslacht omvat de volgende soorten, met de auteur en het verspreidingsgebied.
| Naam                                     | Auteur                                               | Verspreidingsgebied                                                                                             |
| ---------------------------------------- | ---------------------------------------------------- | --- |
| Atlantische hagedis (Gallotia atlantica) | Peters & Doria, 1882                                 | Canarische Eilanden (Lanzarote, La Graciosa, Montaña Clara, Roque del Este, Gran Canaria, Fuerteventura, Lobos) |
| Gallotia auaritae                        | Mateo, García-Márquez, López-Jurado & Barahona, 2001 | Canarische Eilanden (La Palma)                                                                                  |
| Gallotia bravoana                        | Hutterer, 1985                                       | Canarische Eilanden (La Gomera)                                                                                 |
| Gallotia caesaris                        | Lehrs, 1914                                          | Canarische Eilanden (Ferro, La Gomera, geïntroduceerd op Madeira)                                               |
| Canarische hagedis (Gallotia galloti)    | Oudart, 1839                                         | Canarische Eilanden (Tenerife, Roque Fuera de Anaga, La Palma, geïntroduceerd op Madeira)                       |
| Gallotia intermedia                      | Hernández, Nogales & Martín, 2000                    | Canarische Eilanden (Tenerife, Teno)                                                                            |
| Hierroreuzenhagedis (Gallotia simonyi)   | Steindachner, 1889                                   | Canarische Eilanden (Ferro)                                                                                     |
| Stehlins hagedis (Gallotia stehlini)     | Schenkel, 1901                                       | Canarische Eilanden (Gran Canaria, geïntroduceerd op Fuerteventura)                                             |